# 中國 (佛教)
中國，音譯摩陀耶提舍，意譯中天竺，是印度半島恆河流域中，以摩揭陀、憍薩羅為中心的區域，為佛陀釋迦牟尼出世及弘法之地，古印度佛教文化圈的中心。中國之外，稱為邊地，約當今印度中央邦，北方邦、比哈爾邦以外的其他地區。

## 概論
在梵語中，是中央或中間之意，音譯為提舍，為王國或方國之意。字面意義為位於世界中央的國家，為釋迦牟尼出生與弘法的主要地區。中國這個譯名，最早出自東晉佛教僧侶法顯。佛教徒相信，釋迦牟尼在此成道，為世界中心，故稱中國。中國位於南贍部洲，在雪山（今喜馬拉雅山區）之西，五河源頭之地。
中國之外，稱為邊地。佛教徒以生於中國為榮，生於邊地為八無暇之一。
佛教認為，欲修學大乘道，需具足暇滿人身。暇滿包括離八無暇，具十圓滿。若生於邊地，無法聽聞修學佛法，為八無暇之一。能生於四眾弟子所遊之地的中國，則能聽聞修學佛法，為十圓滿之一。
清代四库馆臣对东晋《法显传》有关“中国”的记载进行了激烈的批评，认为“其书以天竺为中国，以中国为边地，盖释氏自尊其教，其诞谬不足与争”。